# Касим Жомарт Токајев
Касим Жомарт Токајев (каз. Qasym-Jomart Kemelūly Toqaev; 17. мај 1953) казашки је политичар и дипломата. Ступио је на дужност председника Казахстана 20. марта 2019. године, наследивши Нурсултана Назарбајева који је поднео оставку 19. марта 2019. године, након 29 година власти. Био је председник Сената Казахстана од 16. октобра 2013. до 19. марта 2019. и од 11. јануара 2007. до 15. априла 2011. године. Токајев је био премијер Казахстана од 1. октобра 1999. до 28. јануара 2002. и генерални директор Канцеларије Уједињених нација у Женеви од 12. марта 2011. до 16. октобра 2013. године.

## Биографија
Рођен је 17. маја 1953. године у Алма Ати.

## Председништво
Дана 19. марта 2019. године тадашњи председник Нурсултан Назарбајев је објавио оставку. Према Уставу Казахстана, у случају превременог престанка овлашћења, председник Сената постаје председник до краја претходног мандата. Дана 20. марта, Токајев је званично преузео дужност председника. Одмах након инаугурације, Токајев је предложио преименовање главног града Казахстана по имену свог претходника, а истог дана је парламент Казахстана одобрио преименовање Астане у Нур-Султан. Руски председник Владимир Путин био је један од првих страних лидера који је честитао Токајеву, позивајући га да посети Москву у заједничком телефонском разговору са њим и Назарбајевим. Кинеска влада је такође описала Токајева као „старог пријатеља“ и „доброг пријатеља“.

### Инаугурација
После победе на председничким изборима 2019. године, Токајев је положио заклетву као други председник Казахстана 12. јуна 2019. у Палати независности у Нур-Султану, којој су присуствовали високи казахстански званичници, укључујући и самог бившег председника Назарбајева. Одатле се Токајев обратио нацији да ће поштено служити грађанима нације, наводећи да ће „различита мишљења, уједињена нација“ бити слоган његовог председавања.

### 2019.
У јуну 2019. године, након експлозије војног складишта муниције у граду Арис, која је резултирала евакуацијом становника и стотинама повређених, Токајев је покренуо кривични поступак и наложио министарствима унутрашњих послова и одбране да спрече могуће нове експлозије, обећавајући да ће сви починиоци бити процесуиран. Токајев је посетио град 25. јуна, обилазећи зграде које су биле погођене експлозијом, као и састанке са хоспитализованим жртвама.
Токајев је своје прво обраћање о стању нације одржао 2. септембра 2019. Обраћање је било фокусирано на јачање цивилног друштва и социјалне сигурности, подршку домаћем пословању и економском развоју.
У октобру 2019. године објављено је да је свим потенцијалним министарским кандидатима потребно одобрење Назарбајева пре именовања, са изузетком министра одбране, министра унутрашњих послова и министра спољних послова.
Након пада авиона Бек Ер 2100, Токајев је наредни дан, 28. децембар 2019. године, прогласио националним даном жалости и рекао да ће „сви одговорни бити строго кажњени у складу са законом“. Такође је наредио суспензију извођења. одобрење летења Бек Ер-а, домаће авио-компаније која је укључена.

### 2020.
Након етничких сукоба Дунган-Казах који су избили у фебруару 2020, Токајев је отпустио гувернера, заменика гувернера и шефа полиције јужног региона Џамбил. Токајев је окривио „две криминалне групе“ које се боре око кријумчарења за смртоносно етничко насиље између етничких Казахстана и релативно богатије мањине Дунгана.
У интервјуу новинској агенцији Информбиро, Токајев је прокоментарисао судбину Мухтара Џакишева, рекавши да је „ово питање искључиво у надлежности суда. Наравно, упознат сам да је Џакишев више пута тражио условни отпуст због лошег здравља. Седница првостепеног суда одржаће се 3. марта, сачекајмо његову одлуку, за коју сам сигуран да ће бити правична.“ Дана 3. марта 2020. године, Градски суд у Семеју усвојио је захтев за условно отпуштање Џакишева. Од 2009. служио је казну од 14 година затвора.
Дана 2. маја 2020. године, Назарбајевљева ћерка Дарига Назарбајева је уклоњена из Сената и Токајев је уклонио њену улогу председавајућег. Појавиле су се многе теорије да је то био знак или да Токајев шири свој политички утицај или да расте свађа између владајуће елите.
У свом другом обраћању о стању нације 1. септембра 2020, Токајев је представио седам реформи са највећим фокусом на економски опоравак. Одатле је говорио о оптимизацији казахстанског друштвеног система, повећању продуктивности и зеленијој економији, изједначавању услова пословања, улагању више у образовање и надгледању државне администрације како она постаје осетљивија и одговорнија.

### 2021.
У јесен 2020. Токајев је најавио датум парламентарних избора 2021. године, где је тврдио да су изборни и политички процес либерализовани како би се омогућило веће учешће у цивилном друштву и да ће се нови сазив парламента фокусирати на подршку друштвено-економским реформама. Током изборног дана, Токајев је рекао да ће влада поднети оставку у складу са законом и да ће се консултовати са новоизабраним посланицима и партијским лидерима у вези са именовањем премијера и чланова кабинета. После гласања, владајући Нур Отан, упркос губитку десетак места, био је на врху резултата у којима је Организација за европску безбедност и сарадњу (ОЕБС) навела да је на изборима „недостајало истинско такмичење“. На првој седници 7. парламента одржаној 15. јануара 2021. Токајев је поново именовао Аскара Мамина за премијера.
Дана 28. априла 2021. године, бивши председник Назарбајев поднео је оставку на функцију председавајућег Скупштине народа Казахстана. Одатле је предложио Токајева да га наследи, што су подржали чланови Скупштине народа. Токајев је заузврат предложио Назарбајева да буде именован за „почасног председавајућег”, рекавши да би статус требало да „с правом припада” њему због „историјске заслуге”.
23. новембра 2021. портпарол првог председника Казахстана Нурсултана Назарбајева, Аидос Укибај, саопштио је да ће бивши председник препустити овлашћења председника странке Нур Отан садашњем председнику Касиму Жомарту Токајеву.

### 2022.
После немира у Казахстану 2022. године, Токајев је сменио премијера Аскара Мамина, као и његову Владу. Иако је у почетку покушавао да смири јавност у раним фазама протеста обећавајући да ће представити своје нове предложене реформе и увести контролу цена за течни природни гас, дизел и бензин, као и за друштвено значајна добра, Токајев је издао наређења војсци да употреби смртоносну силу против демонстраната и да „пуца да убије, без упозорења.“ Такође је именовао Алихана Смајлова, који је раније био заменик премијера и министар финансија, за новог премијера.
Токајев је 16. марта 2022. предложио уставне реформе којима би се ограничила овлашћења његове канцеларије, рекавши да земља треба да пређе са „суперпредседничке“ владавине на председничку републику са јаким парламентом. Токајев је 26. априла 2022. напустио партију Аманат, чиме је окончан доминантни партијски систем у земљи. Накнадно, током референдума 5. јуна 2022. године, у Устав је унета одредба по којој председник Републике Казахстан за време вршења својих овлашћења не сме бити члан ниједне политичке партије.
Ванредни избори за председника Републике Казахстан одржани су 20. новембра 2022. године на којима је победио Касим-Жомарт Токајев са 81,31% гласова.

### Спољна политика
Токајев је обећао континуитет спољне политике коју је покренуо његов претходник Нурсултан Назарбајев. То значи наставак мера за привлачење страних инвестиција, вишевекторску спољну политику и обезбеђење безбедности у региону. Током свог првог месеца на функцији, срео се са 4 светска лидера, од којих 2 у иностранству, а друга два у Нур-Султану.
У априлу 2021. Токајев је потписао декрет о формирању специјалног представника за међународну сарадњу, тврдећи да ће таква функција повећати пажњу руководства Казахстана на питања међународне сарадње у светлу динамично мењајуће глобалне и регионалне агенде. На ту функцију је именовао Ержана Казиханова, који је добио инструкције да се бави питањима проширења међународне сарадње у хуманитарној сфери, климатској дипломатији, као и промовисањем кључних спољнополитичких иницијатива Казахстана.
Током шестог састанка Конференције о интеракцији и мерама за изградњу поверења у Азији, одржаном 10-11. октобра 2021, Токајев је предложио претварање међувладиног форума у пуноправну организацију, истичући да ће трансформација нагласити нову улогу Азије у глобалним пословима која заузврат дати државама чланицама обавезу да створе „заиста заједничку, недељиву и свеобухватну безбедносну архитектуру на највећем континенту“.